# Conistra canaria
Conistra canaria är en fjärilsart som beskrevs av Franz Dannehl 1926. Conistra canaria ingår i släktet Conistra och familjen nattflyn. Inga underarter finns listade i Catalogue of Life.